# Kareem Harris
Vaneer Kareem Harris (* 6. Januar 1988 in Basseterre) ist ein Fußballspieler von St. Kitts und Nevis.

## Karriere

### Verein
Er begann seine Karriere in der Saison 2006/07 beim St. Peter's FC. Ab der Spielzeit 2008/09 spielte er in der Fußballmannschaft der Washington Archibald High School. Seit der Saison 2010/11 ist er wieder bei St. Peter's aktiv.

### Nationalmannschaft
Er hatte seinen ersten Einsatz für die Nationalmannschaft von St. Kitts und Nevis am 5. November 2008, während eines Qualifikationsspiels für die Karibikmeisterschaft 2008 auswärts gegen Guyana. Bei dem 1:1 stand er in der Startelf und spielte über volle 90 Minuten. In den folgenden Tagen kam er auch bei den anderen Partien zum Einsatz. Nach einer längeren Pause spielte er mehrere Partien von März 2011 bis Oktober 2012 und kam danach nicht mehr zum Einsatz.